# 阿穆日
阿穆日（法語：Amourj）是毛里塔尼亚东部东胡德省的一个市镇，距离省会内马约100公里，临近马里边境。根据2000年的统计数据，当地共有居民5,037人。